# Mao Ce Tungovo naselje
Mao Ce Tungovo naselje, nekadašnji neslužbeni naziv i danas postojećeg montažnog naselje na periferiji Osijeka, u Bračkoj ulici, koje je izgrađeno oko 1970-ih godina. Tako je nazvano po kineskom predsjedniku Mao Ce Tungu zato što su sve kućice izgledale uniformirano, kao u Kini.